# Sminthopsis griseoventer
Sminthopsis griseoventer is een roofbuideldier uit het geslacht van de smalvoetbuidelmuizen. De wetenschappelijke naam van de soort werd voor het eerst geldig gepubliceerd door Kitchener et al. in 1984.

## Taxonomie
De taxonomische status van deze soort is erg onzeker, de soort wordt door verschillende auteurs gerekend als een synoniem van Sminthopsis fuliginosa.

## Kenmerken
Deze soort heeft een lange, zachte, donkere vacht, aan de bovenkant donker bruingrijs, aan de onderkant lichtgrijs. De dunne, spaarzaam behaarde staart is ongeveer even lang als de kop-romp. De kop-romplengte bedraagt 65 tot 95 mm, de staartlengte 65 tot 98 mm, de achtervoetlengte 16 tot 17 mm, de oorlengte 17 tot 18 mm en het gewicht 15 tot 25 g.

## Leefwijze
Deze soort is 's nachts actief, leeft op de grond en eet insecten en ander dierlijk voedsel. Beschutting vindt het dier in een nest onder de grond. In oktober krijgen de vrouwtjes tot acht jongen.

## Verspreiding
Deze soort komt voor langs de zuidwestelijke kust van West-Australië van de Gairdner Range tot het nationaal park Cape Arid. In het noorden is deze soort zeldzaam. Het dier komt voor in allerlei soorten bos, moeras en grasland. De soort S. boullangerensis van het nabijgelegen eiland Boullanger werd oorspronkelijk beschreven als een ondersoort van S. griseoventer, maar wordt nu als een aparte, verwante soort gezien. Ook S. aitkeni uit Kangaroo-eiland is verwant.
Sminthopsis aitkeni · Sminthopsis archeri · Sminthopsis bindi · Sminthopsis boullangerensis · Sminthopsis butleri · Dikstaartsmalvoetbuidelmuis (Sminthopsis crassicaudata) · Sminthopsis dolichura · Sminthopsis douglasi · Sminthopsis froggatti · Sminthopsis fuliginosus · Sminthopsis gilberti · Sminthopsis granulipes · Sminthopsis griseoventer · Sminthopsis hirtipes · Sminthopsis leucopus · Sminthopsis macroura · Gewone smalvoetbuidelmuis (Sminthopsis murina) · Sminthopsis ooldea · Sminthopsis psammophila · Sminthopsis stalkeri · Sminthopsis virginiae · Sminthopsis youngsoni